# Plan euclidien

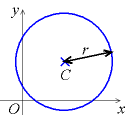
Cercle dessiné dans un plan euclidien (Ox, Oy).

En mathématiques élémentaires, le plan euclidien est un plan identifiable à l'espace affine euclidien dont l'ensemble sous-jacent est le produit cartésien de {\displaystyle \mathbb {R} }, l'ensemble des nombres réels, par lui-même, soit l'ensemble des duplets de nombres réels :
{\displaystyle \mathbb {R} \times \mathbb {R} =\{(x,y)|x\in \mathbb {R} ~\mathrm {et} ~y\in \mathbb {R} \}.}
Le nom de « plan euclidien » peut être vu comme abusif, on peut parler d'espace euclidien de dimension 2.

## Le plan euclidien

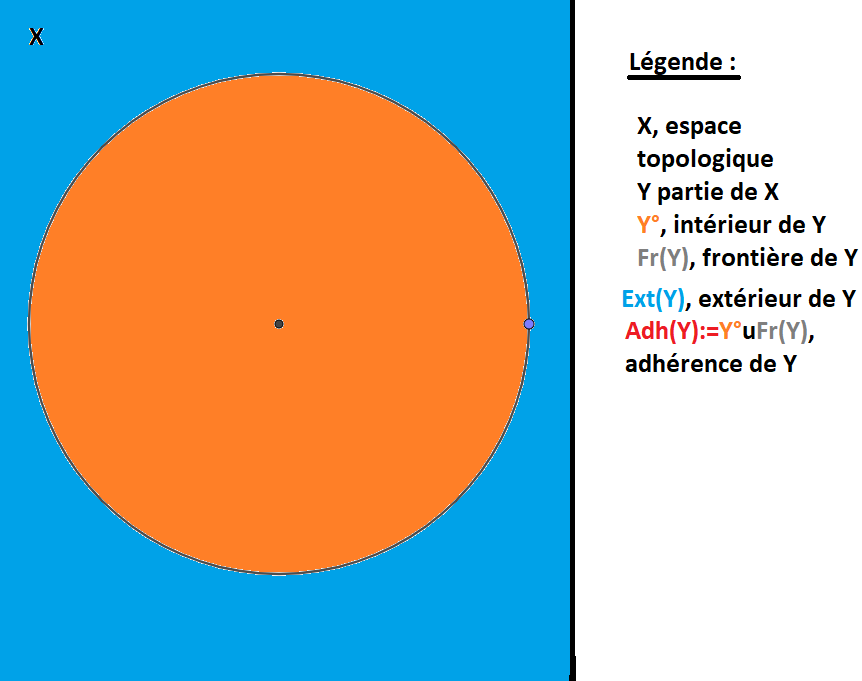
Topologie concepts de base illustrations.

Les applications  {\displaystyle +,\cdot {\text{ et }}(.|.)}de {\displaystyle \left(\mathbb {R} ^{2},+,.,(.|.)\right)}, couramment appelées addition, produit externe et produit scalaire, sont définies par
{\displaystyle +:\mathbb {R} ^{2}\times \mathbb {R} ^{2}\to \mathbb {R} ^{2},((x,y),(x',y'))\mapsto (x+x',y+y')};
{\displaystyle \cdot :\mathbb {R} \times \mathbb {R} ^{2}\to \mathbb {R} ^{2},(\lambda ,(x,y))\mapsto (\lambda x,\lambda y)};
{\displaystyle (.|.):\mathbb {R} ^{2}\times \mathbb {R} ^{2}\to \mathbb {R} ;\left((x,y),(x',y')\right)\mapsto xx'+yy'}.
Le produit scalaire permet de définir la structure topologique d'espace métrique du plan euclidien.
Ce plan est identifié au plan complexe, où l'on a défini en plus un produit interne
{\displaystyle \times :\mathbb {R} ^{2}\times \mathbb {R} ^{2}\to \mathbb {R} ^{2},\left((x,y),(x',y')\right)\mapsto (xx'-yy',xy'+yx')}.
Un repère orthonormé de ce plan est constitué d'un point origine et de deux vecteurs orthogonaux de norme 1. Il est utilisé par exemple pour la représentation graphique de courbes planes.

## Historique
Le développement rapide de la géométrie analytique, notamment dès le XVIIe siècle grâce à René Descartes et Pierre de Fermat, a peu à peu convaincu de la possibilité de substituer un espace affine par {\displaystyle \mathbb {R} ^{2},\mathbb {R} ^{3},\mathbb {R} ^{4},...}  Par ailleurs, le développement de la géométrie projective au XIXe siècle a permis de comprendre la raison profonde de ces identifications,.